# Eyldergaard

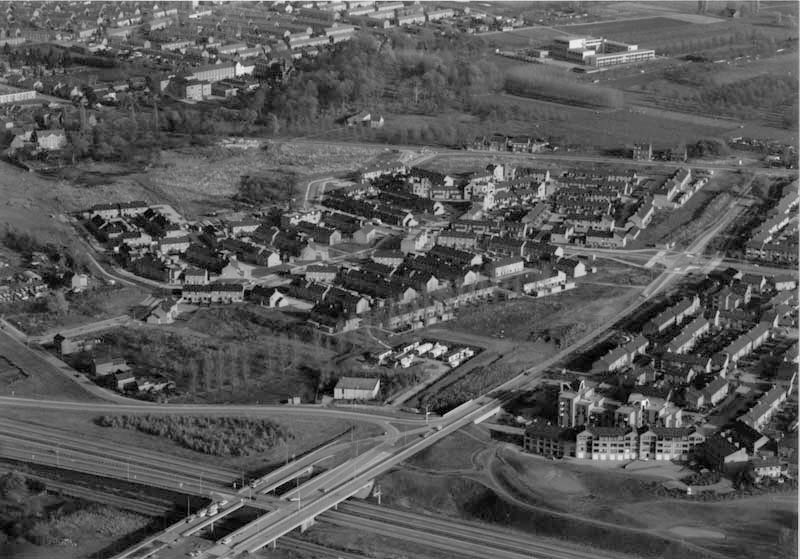
Luchtfoto van Eyldergaard in aanbouw, 1982

Eyldergaard is een nieuwbouwwijk in het zuidoosten van de stad Maastricht, in de Nederlandse provincie Limburg. 
Het gebied is onderdeel van Heer, een van de 44 buurten van de gemeente Maastricht. Het ligt ingeklemd tussen de A2 in het westen en de Rijksweg naar Gronsveld in het oosten. In het zuiden grenst het aan De Heeg; in het noorden aan de Molukse wijk van Heer en het Huis Eyll, waar Eyldergaard haar naam aan ontleend.
De woonwijk is gebouwd in de jaren tachtig van de twintigste eeuw en bestaat grotendeels uit eengezinswoningen. De straten zijn vernoemd naar oude plaatsaanduidingen en eindigen op het achtervoegsel '-gaard', naar de fruitboomgaarden, die zich hier ooit bevonden en waarvan hier en daar een boom bewaard is in een plantsoen. Er zijn nauwelijks eigen voorzieningen; deze bevinden zich in Heer en de De Heeg. Er zijn twee bushaltes in en nabij de buurt.
Op een perkje nabij de rotonde Drenckgaard/Oeslingerbaan staat een staalplastiek van verzinkt constructiestaal van Frans van den Bighelaar uit 1982. Midden op de rotonde aan de Rijksweg tussen de buurten Eyldergaard en Vroendaal staat het kunstwerk Tuin van Eden uit 2008/09 van Atelier Van Lieshout, een grote beschilderde bol, die 's avonds verlicht is. Het kunstwerk is een geschenk aan de gemeenschap van het huisartsenechtpaar Netty en Jeu van Sint Fiet.

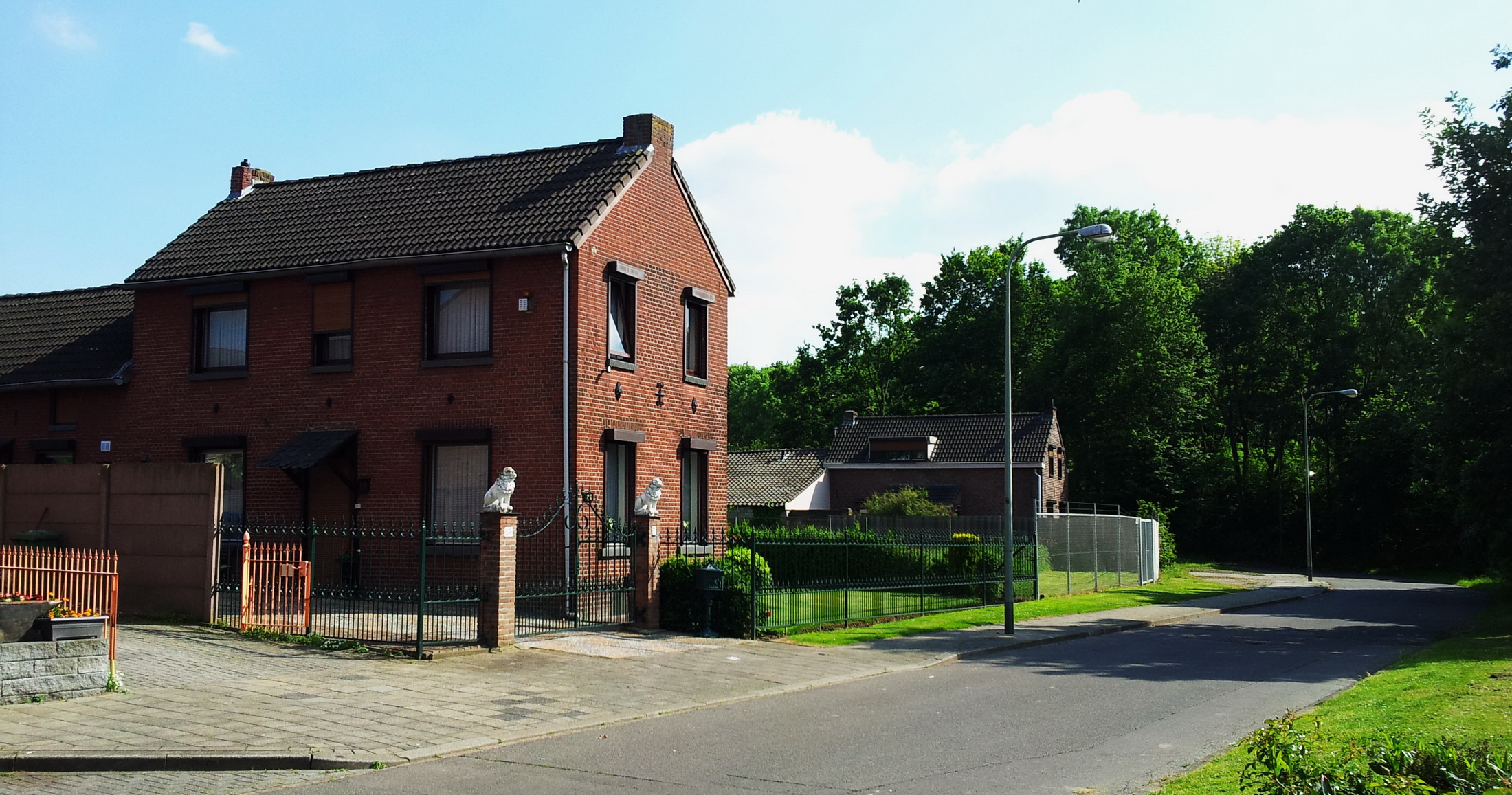
Haspengouw
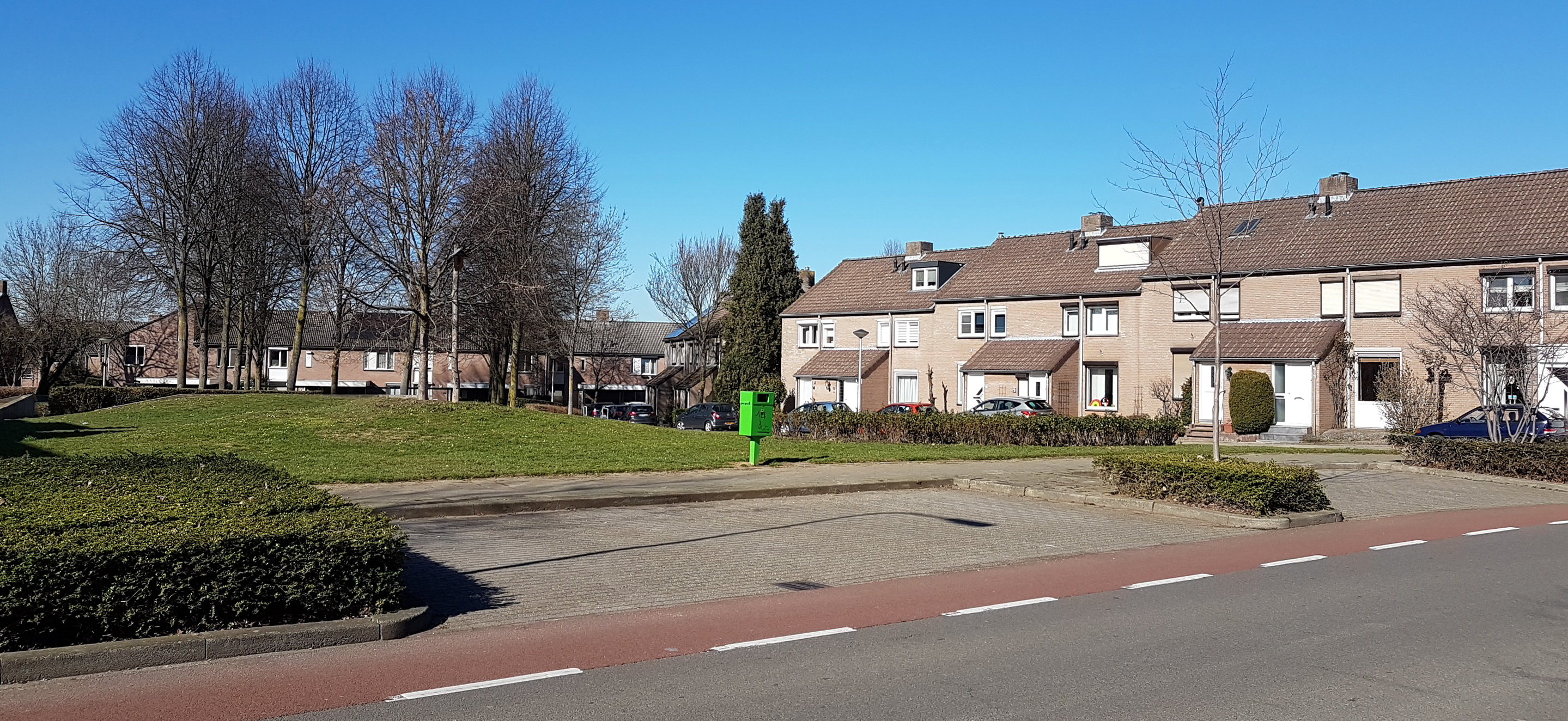
Drenckgaard-Schellegaard
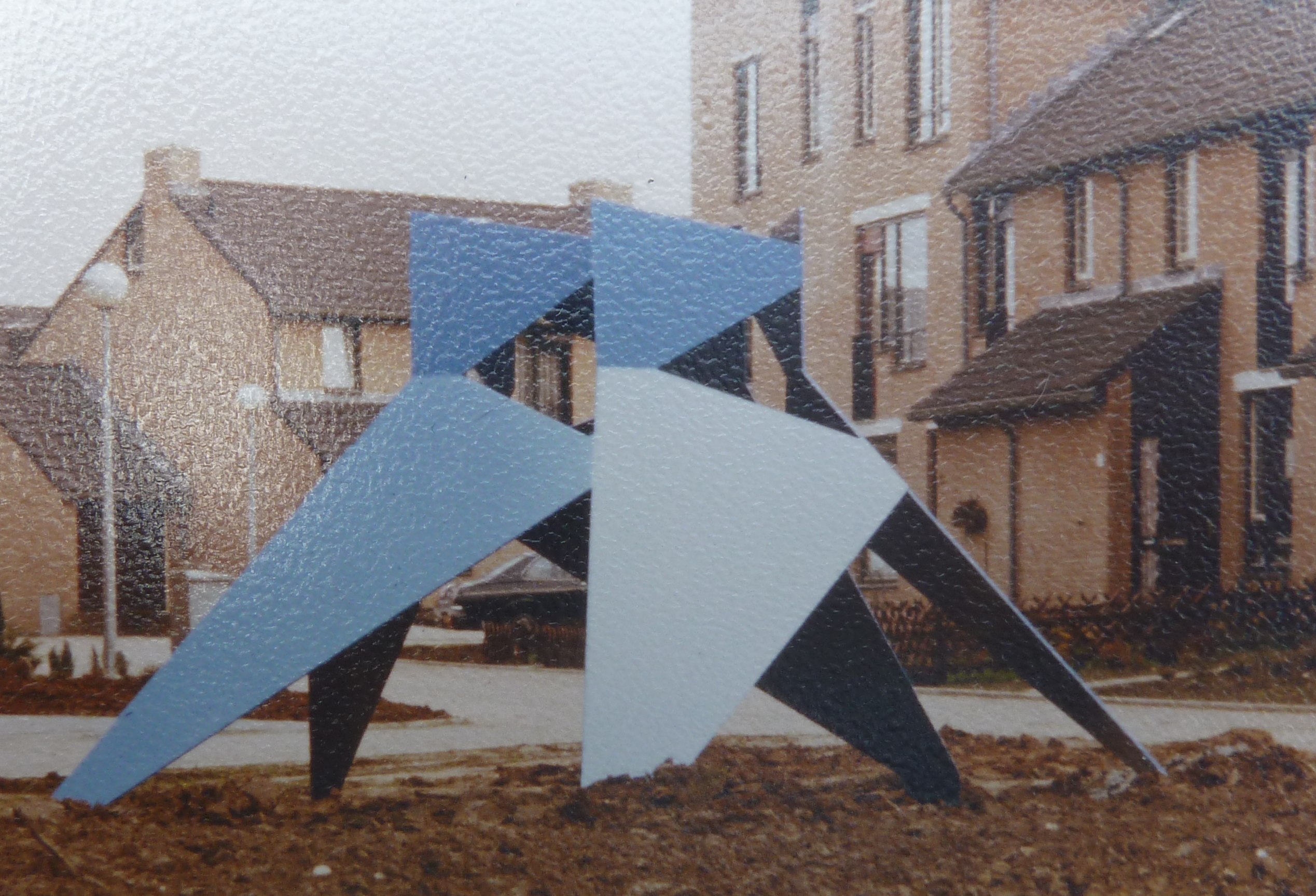
Kunstwerk Drenckgaard
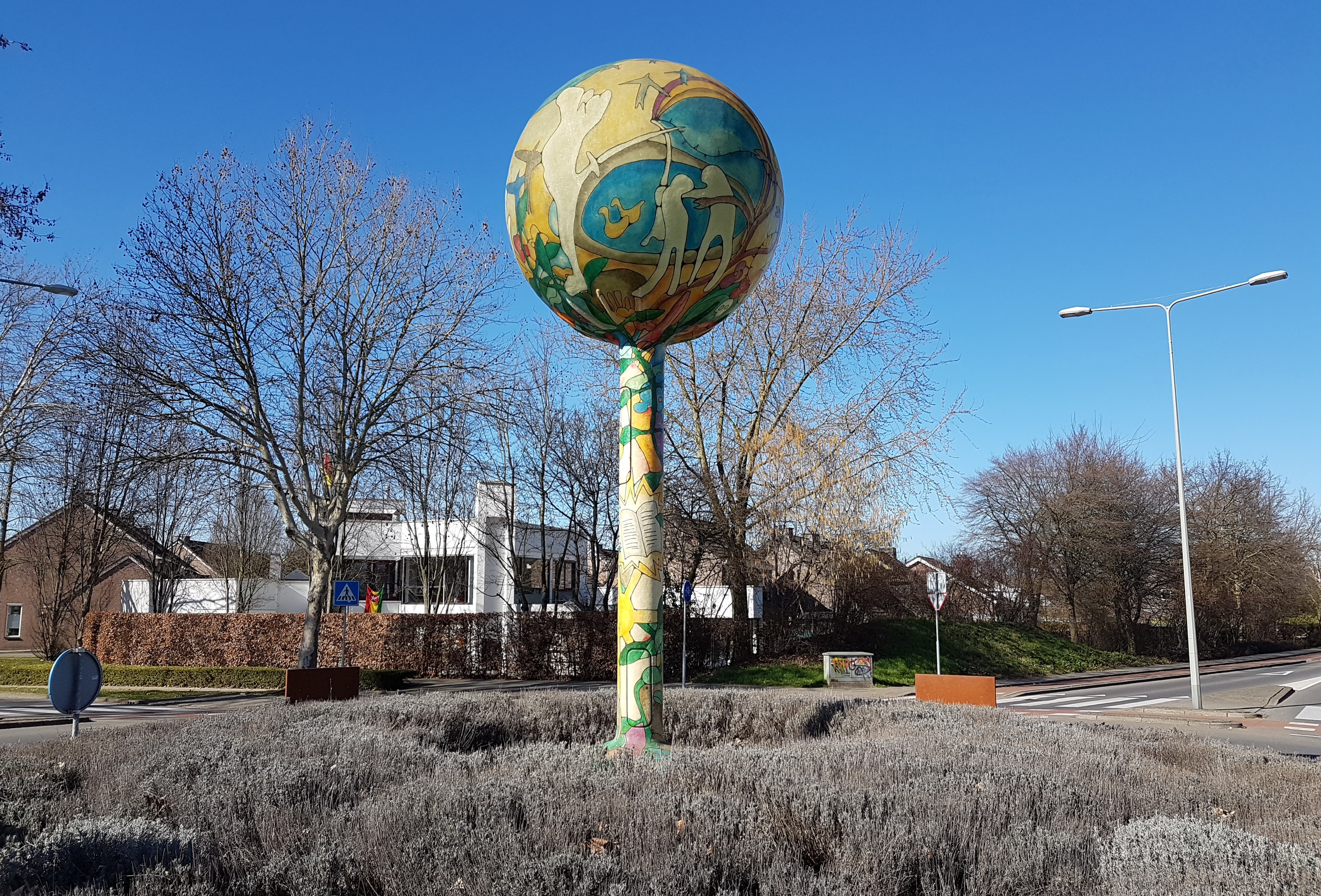
Kunstwerk rotonde Rijksweg